# توماس فريدمان
توماس لورِن فريدمَن(بالإنجليزية: Thomas Loren Friedman)‏ ولد في 20 يوليو 1953 وهو صحفي وكاتب أمريكي.

## خلفية
ولد توماس فريدمان في 20 يوليو 1953 في مينابوليس بولاية مينيسوتا، أمه مارغريت بلانش، ووالده هارولد فريدمان. توفي والده الذي كان نائب رئيس شركة يونايتد بيرنغ لصناعة المسننات بنوبة قلبية في عام 1973، وكان توماس يبلغ من العمر حينها تسعة عشر عاماً، أما والدته مارغريت فقد خدمت في البحرية الأمريكية خلال الحرب العالمية الثانية ودرست الاقتصاد في جامعة ويسكونسن، وكانت ربة منزل وعملت كمحاسبة بدوام جزئي، وتوفيت في عام 2008. لفريدمان شقيقتان أكبر منه هما شيلي وجين.
أراد فريدمان أن يكون لاعب غولف محترف منذ سنٍّ مبكرة ، خصوصاً وأنَّ والده كان يصطحبه بشكلٍ متكرر إلى ملعب الغولف بعد العمل. مارس فريدمان الكثير من الألعاب الرياضية خلال حياته واحترف التنس والغولف، وانتسب لنادٍ محلي.
توماس فريدمان يهودي، وكان يحضر المدرسة العبرية خمسة أيام في الأسبوع حتى حفل تعميده (البار متسفا) هو حفل يهودي ديني يقام عند بلوغ الشاب اليهودي 13 سنة وحينها يُعتبر مكلفاً بأداء جميع الفرائض المفروضة عليه حسب الشريعة اليهودية. بدأ فريدمان بعدها الدراسة في مدرسة سانت لويس بارك الثانوية، وكتب هناك المقالات لصحيفة المدرسة. أغرم فريمان بإسرائيل بعد زيارته لها في ديسمبر 1968، وقضى فترات الصيف خلال سنوات الثانوية في مستوطنة هوتريم بالقرب من حيفا، ووصف تلك السنوات بأنها كانت احتفالاً كبيراً بانتصار إسرائيل في حرب الأيام الستة.
درس فريدمان في جامعة مينيسوتا لمدة عامين، لكنه انتقل لاحقاً إلى جامعة برانديز وتخرج بامتياز مع مرتبة الشرف الأولى في عام 1975. درَّس فريدمان الاقتصاد لاحقاً في جامعة برانديز في عام 2006، وكان متحدثاً رسمياً باسم الجامعة في عام 2007. التحق فريدمان بعد تخرجه من برانديز بكلية سانت أنتوني في جامعة أكسفورد كباحث تابع لمنحة مارشال، وحصل على ماجستير فلسفة في دراسات الشرق الأوسط.
زوجته آن من مواليد مارشالتاون، آيوا. تخرجت من جامعة ستانفورد وكلية لندن للاقتصاد. وهي ابنة المتعهد العقاري ماثيو باكسبوم، الذي وصفه فريدمان بأنه «أفضل صديق له». تزوجا في لندن في عيد الشكر عام 1978، ويعيشان في قصر مساحته 11400 قدم مربع في بيثيسدا بولاية ماريلاند. للزوجين ابنتان: أورلي (مواليد 1985) وناتالي (مواليد 1988).

## عمله في الصحافة
انضم فريدمان إلى يونايتد برس إنترناشونال في لندن بعد حصوله على درجة الماجستير. أرسلته الصحيفة بعد ذلك بعام إلى بيروت، حيث عاش من يونيو 1979 إلى مايو 1981 أثناء تغطية الحرب الأهلية اللبنانية، ثم عينته صحيفة نيويورك تايمز كمراسل في عام 1981، وأعيد إرساله إلى بيروت في بداية الاجتياح الإسرائيلي للبنان عام 1982. فازت تغطيته للحرب - ولا سيما مجزرة صبرا وشاتيلا - بجائزة بوليتزر للتقارير الدولية (بالمشاركة مع لورين جينكينز من صحيفة واشنطن بوست)، وفاز أيضاً بالمشاركة مع ديفيد شيبلر بجائزة جورج بولك عن التقارير الصحفية الأجنبية. انتقل في يونيو 1984 إلى القدس، وعمل هناك كمدير لمكتب نيويورك تايمز في القدس حتى فبراير 1988، وحصل في ذلك العام على جائزة بوليتزر الثانية للتقارير الدولية بفضل تغطيته للانتفاضة الفلسطينية الأولى. كتب فريدمان كتاباً بعنوان «من بيروت إلى القدس» يصف فيه تجاربه في الشرق الأوسط، وفاز الكتاب بالجائزة الوطنية الأمريكية للكتاب القصصي لعام 1989. غطى فريدمان تحركات وزير الخارجية جيمس بيكر أثناء ولاية الرئيس جورج دبليو بوش، وأصبح بعد انتخاب بيل كلينتون في عام 1992 مراسل البيت الأبيض لصحيفة نيويورك تايمز. بدأ في عام 1994 كتابة المزيد عن السياسة الخارجية والاقتصاد، وانتقل إلى الصفحة الافتتاحية لصحيفة نيويورك تايمز في العام التالي بصفته كاتباً لعمود الشؤون الخارجية. فاز في عام 2002 بجائزة بوليتزر الثالثة بفضل هذه الكتابات.
التقى فريدمان ولي العهد السعودي الأمير عبد الله بن عبد العزيز في فبراير 2002، وشجعه على القيام بمحاولة شاملة لإنهاء الصراع العربي الإسرائيلي من خلال تطبيع العلاقات العربية مع إسرائيل مقابل عودة اللاجئين وإنهاء الاحتلال الإقليمي الإسرائيلي. اقترح الأمير عبد الله مبادرة السلام العربية في قمة بيروت في شهر مارس من نفس العام، وأيدها فريدمان بقوة منذ طرحها.
حصل فريدمان على جائزة نادي الصحافة لما وراء البحار عام 2004 للإنجاز مدى الحياة، وفي نفس العام حصل على وسام الإمبراطورية البريطانية من قبل الملكة إليزابيث الثانية.

## مؤلفاته
- 1989، تجديد 1990، من بيروت إلى القدس.
- The Lexus and the Olive Tree 1999
- 2002، خطوط طول وعرض: استكشاف العالم بعد 11 سبتمبر.
- 2005، العالم مسطح: تاريخ مختصر للقرن الحادي والعشرين.

## وصلات خارجية
- توماس فريدمان على موقع IMDb (الإنجليزية)
- توماس فريدمان على موقع الموسوعة البريطانية (الإنجليزية)
- توماس فريدمان على موقع مونزينجر (الألمانية)
- توماس فريدمان على موقع ميوزك برينز (الإنجليزية)
- توماس فريدمان على موقع إن إن دي بي (الإنجليزية)
- توماس فريدمان على موقع قاعدة بيانات الفيلم (الإنجليزية)
- الموقع الرسمي
- ملخص لكتاب العالم مسطح